# Berthen
Berthen (in olandese Berten) è un comune francese di 577 abitanti situato nel dipartimento del Nord nella regione dell'Alta Francia.

## Storia

### Simboli
Il comune ha ripreso lo stemma della famiglia De Thiennes, da cui discendono i signori di Berthen nei secoli XVI e XVII.

## Società

### Evoluzione demografica
Abitanti censiti